# Agrostis nevadensis
Agrostis nevadensis é uma espécie de gramínea do gênero Agrostis, pertencente à família Poaceae.